# Успение Богородично (Неманици)
Вижте пояснителната страница за други значения на Успение Богородично.
„Успение на Пресвета Богородица“ (на македонска литературна норма: „Успение на Пресвета Богородица“) е възрожденска православна църква в светиниколското село Неманици, източната част на Северна Македония. Част е от Брегалнишката епархия на Македонската православна църква – Охридска архиепископия. Църквата е изградена в 1848 година. От този период са и иконите, дело на Анастас Зограф от Крушево.